# Icosaedrita
La icosaedrita és un mineral de la classe dels elements natius. Rep el seu nom per la simetria icosaèdrica del seu arranjament atòmic intern, tal com s'observa en el seu patró de difracció.

## Característiques
La icosaedrita és un element de fórmula química Al63Cu24Fe13. Va ser aprovada com a espècie vàlida per l'Associació Mineralògica Internacional l'any 2010.
És el primer quasicristall descrit com una espècie mineral. L'any 2011, Dan Shechtman va rebre el Premi Nobel de Química pel seu descobriment del primer quasicristall. L'any anterior, aquesta espècie de Luca Bindi, el primer quasicristall d'origen natural, va ser aprovat com a nou mineral per la Comissió de Nous Minerals i Classificació Mineral, amb el codi IMA2010-042. El 2012, el grup de Bindi va publicar proves que la icosaedrita natural és d'origen extraterrestre. Es forma amb altres aliatges de coure, alumini i ferro, i un conjunt de silicats i òxids com el diòpsid, la forsterita, l'espinel·la i l'stishovita, un polimorf de SiO₂ d'extremadament alta pressió que conté icosaedrita com a inclusions. La formació i la composició d'isòtops d'oxigen són coherents amb la formació fora de la Terra, concretament en una inclusió rica en calci i alumini en un meteorit condritic CV3.
Segons la classificació de Nickel-Strunz la icosaedrita pertany a «01.AA - Metalls i aliatges intermetàl·lics de la família coure-cupalita» juntament amb els següents minerals: alumini, coure, or, plom, níquel, plata, steinhardtita, auricuprur, cuproaurur, tetraauricuprur, anyuiïta, khatirkita, novodneprita, cupalita, hunchunita, stolperita, hollisterita, kriatxkoïta i proxidecagonita.

## Formació i jaciments
Va ser descoberta al meteorit de Khatirka, una condrita carbonatada trobada l'any 2011 al rierol Listvenítovi, al massís Iomrautvaam, dins el Districte Federal de l'Extrem Orient, a Rússia. Al meteorit han estat trobades més d'una trentena d'espècies minerals diferents, de les quals 8 han estat descobertes a la seva composició.